# Токсичный мститель 3: Последнее искушение Токси
«Токсичный мститель 3: Последнее искушение Токси» (англ. The Toxic Avenger Part III: The Last Temptation of Toxie) — супергеройский фильм Ллойда Кауфмана и Майкла Херца.

## Сюжет
Злодеи корпорации «Апокалипсис» соблазнили нашего «Токси» работать у них и стать честолюбивым карьеристом. Он, бедняга, даже не догадывается о коварных планах хозяина фирмы, который на поверку оказывается сущим Дьяволом.

## В ролях
- Рон Фазио — Токсичный мститель (Ядик) / руководитель компании «Апокалипсис»
- Джон Алтамьюра — Токсичный мститель(Ядик)
- Фиби Лэже — Клэр
- Рик Коллинз — председатель компании «Апокалипсис» / дьявол
- Лиза Гэй — Малфари
- Джессика Даблин — миссис Джунко
- Майкл Каплан — маленький Мелвин

## Критика
Фильм получил множество негативных отзывов. Это наименее помнят о франшизе и Rotten Tomatoes в настоящее время показатель аудитории составляет 27 % по состоянию на сентябрь 2015 года.

## Дополнительная информация
- Распространитель в Советском Союзе АСГ Видеофильм.